# Hydrosmecta longula
Hydrosmecta longula är en skalbaggsart som först beskrevs av Oswald Heer 1839.  Hydrosmecta longula ingår i släktet Hydrosmecta, och familjen kortvingar. Arten är reproducerande i Sverige.